# Fickle Friends
Fickle Friends je anglická rocková skupina, která vznikla v Brightonu v roce 2013. Jejími členy jsou zpěvačka Natassja Shiner, klávesista Jack Wilson, baskytarista Jack „Harry“ Herrington, bubeník Sam Morris a kytarista Chris Hall. V roce 2014 kapela zveřejnila na internetu svou demonahrávku. Později vystupovala na desítkách festivalů po Evropě. V roce 2016 kapela podepsala smlouvu s vydavatelstvím Polydor Records a v dubnu toho roku zveřejnila singl „Swim“. Později vydala několik dalších singlů. K vydání první řadové desky s názvem You Are Someone Else je došlo v březnu 2018.